# John Laird
Pour les articles homonymes, voir Laird (homonymie).
John Laird, né le 14 juin 1805 à Greenock et mort le 29 octobre 1874 à Birkenhead, est un armateur et homme politique britannique.

## Biographie
Frère de l'explorateur Macgregor Laird (en) et fils de William Laird, il hérite en 1824 de l'entreprise fondée par son père.
On lui doit de nombreux bâtiments. Il prend ainsi part au développement important de la ville de Birkenhead. En 1844, il y fait construire de nouveaux docks et fait fusionner en 1858 la ville avec le port de Liverpool où il a basé dès 1852 une grande partie de ses activités dont la fabrication des plaques en tôle des coques des navires.
Une part importante de sa richesse vient des navires vendus lors de la Guerre de Crimée (1854-1856).
En 1861, il prend sa retraite. Ses fils William, John et Henry, lui succèdent.
Dans les romans de Jules Verne de nombreux navires sont construits dans ses ateliers. Jules Verne écrit alors « Leard ».

## Quelques navires construits par John Laird
- Lady Lansdowne (1833)
- John Randolph (1834)
- Nemesis (1839)
- Robert F. Stockton (1839)
- HMS Birkenhead (1845)
- CSS Alabama (1862)
- El Toussoun (1863)
- El Monastir (1863)